# Michelle Sovinsky
Michelle Sovinsky (* 19. November 1970 in Wheeling) ist eine amerikanische Wirtschaftswissenschaftlerin und hat an der Universität Mannheim eine Professur für Wirtschaftstheorie und Verhaltensökonomie inne. Ihre Forschung wurde vom Europäischen Forschungsrat mit dem Consolidators Grant ausgezeichnet.

## Werdegang
Michelle Sovinsky studierte an der George Mason University Wirtschaft und promovierte 2002 an der University of Virginia. In ihrer Dissertation untersuchte sie informative Werbeanzeigen und den US-amerikanischen Markt der Personal Computer. Als Juniorprofessorin war sie an der Universität von Amsterdam, dem Claremont McKenna College und der University of Southern California tätig. Nach Forschungsaufenthalten an der Wirtschaftsuniversität Luigi Bocconi, an der University of Melbourne und an der Australian National University, war sie bis 2015 assoziierte Professorin an der Universität Zürich. Seit 2015 ist sie Lehrstuhlinhaberin für Wirtschaftstheorie und Verhaltensökonomie an der Universität Mannheim.
Sovinsky ist seit 2003 Research Fellow im Economics Network for Competition and Regulation. Sie forscht zudem seit 2012 am Centre for Economic Policy Research (CEPR). Darüber hinaus ist sie seit 2011 Forschungsmitglied am Becker Friedman Institute for Research in Economics an der University of Chicago. Als Co-Editor ist Sovinsky seit 2015 beim International Journal of Industrial Organization tätig. Sie ist seit 2020 Mitglied in der Economic Advisory Group on Competition Policy (EAGCP) für die Europäische Kommission.

## Auszeichnungen
Von der European Association for Research in Industrial Economics wurde ihr 2003 der EARIE Young Economist Prize verliehen. Ihre Dissertation wurde mit dem Tipton Snavely Prize for Best Economics Dissertation ausgezeichnet. Sovinsky erhielt darüber hinaus 2010 für ihre Veröffentlichung Do Research Joint Ventures Serve a Collusive Function? den Robert F. Lanzilloti Prize for Best Paper in Antitrust Economics. An der Universität Zürich wurde ihre Forschung mit dem Equal Chances Grant und dem Swiss NSF Grant unterstützt. Ebenso wie an der University of Melbourne, an der sie ein Research Scholar Grant bekam. Ihre Veröffentlichung Marijuana on Main Street? Estimating Demand in Markets with Limited Access, welche 2016 im American Economic Review veröffentlicht wurde, ist mit dem Biannual Australian Health Economics Prize ausgezeichnet worden.

## Forschung
Die Volkswirtin untersucht in ihrer Forschung unter anderem Gesundheitssysteme und die Industrieökonomik. Sie erforscht, wie Individuen riskante Entscheidungen treffen, die ihre Gesundheit, die Einnahme von Drogen und ihr Essverhalten betreffen. In ihrer Forschung konzentriert sie sich zudem auf empirische Modelle, welche den Einfluss von begrenztem Informationszugang auf Entscheidungsfindungen untersuchen.
Der Europäische Forschungsrat (ERC) förderte mit 1,2 Millionen Euro Sovinskys Projekt, in welchem sie zu Produktfälschungen, illegalen Wettbewerbspraktiken und Drogenkonsum forschte und die Auswirkung dieser Phänomene auf das Verhalten von Unternehmen und Einzelpersonen untersuchte.

## Publikationen (Auswahl)
- Michelle Sovinsky: Limited Information and Advertising in the US Personal Computer Industry. In: Econometrica. 76 (5), 2008, S. 1017–1074.
- John Ham, Daniela Iorio, Michelle Sovinsky: Caught in the Bulimic Trap? Persistence and State Dependence of Bulimia Among Young Women. In: Journal of Human Resources. 48 (3), 2013, S. 736–767.
- Liana Jacobi, Michelle Sovinsky: Marijuana on Main Street? Estimating Demand in Markets with Limited Access. In: American Economic Review. 106 (8), 2016, S. 2009–2045.
- Bridget Hiedemann, Michelle Sovinsky, Steven Stern: Will You Still Want Me Tomorrow? The Dynamics of Families’ Long-Term Care Arrangements. In: Journal of Human Resources. 53 (3), 2018, S. 663–716.
- Chloe Michel, Andrew Oswald, Eugenio Proto, Michelle Sovinsky: Advertising as a Major Source of Human Dissatisfaction. Cross-National Evidence on One Million Europeans. In: Mariano Rojas (Hrsg.): The economics of happiness. How the Easterlin Paradox transformed our understanding of well-being and progress. Springer, Chamberlain 2019, ISBN 978-3-030-15835-4, S. 217–239.
- John Ham, Daniela Iorio, Michelle Sovinsky: Health Outcomes, Personality Traits, and Eating Disorders. In: Economic Policy. 36 (105), 2021, S. 51–76.
- Michelle Sovinsky: Do Research Joint Ventures Serve a Collusive Function? In: Journal of European Economics Association. 20 (1), 2022, S. 430–475.